# Hålandstunet
Hålandstunet är en norsk museigård i Erfjord i Suldals kommun i Rogaland fylke.  
Håland var en av de större gårdarna i den tidigare Erfjords kommun. Mellan 1640 och 1740 var Håland länsmansboställe och tingsställe i flera omgångar. Bevarade hus på gården är idag "Stovehuset", "Målastova" och "Homannsbua". Museigården ingår i Ryfylkemuseet.
När elektricitet skulle installeras på gården 1913 hittades bakom en panel i ett av husen en bibel från 1550. Hålandsbibeln, eller Kong Christian III:s bibel, är ett exemplar av den första danska bibelöversättningen. I Norge finns sammanlagt 15 biblar av denna utgåva.

## Stovehuset
Stovehuset är gårdens huvudbyggnad. Den är idag inredd som den var på 1890-talet. 

## Målastova
Målastova är ett kulturminne med dekorationssmålningar som troligen är från 1640-talet. Målastova var gårdens representationshus. Under någon period var den dock i stället stall och vedbod, vilket ledde till stort slitage på målningarna. Liknande interiörmålningar fanns i andra storgårdar i Ryfylke.

## Homannsbua
Homannsbua användes sannolikt som gästhus och förrådshus för textilier.